# تاريخ نيوزيلندا الرسمي في الحرب العالمية الثانية 1939-45
تاريخ نيوزيلندا الرسمي في الحرب العالمية الثانية 1939-45 هي سلسلة مؤلفة من 48 مجلدًا نشرتها فرع تاريخ الحرب في وزارة الشؤون الداخلية [الإنجليزية] التي تغطي المشاركة النيوزيلندية في الحرب العالمية الثانية. نُشرت السلسلة خلال الفترة من عام 1949 إلى عام 1986. كما نُشر مجموعة من الكتيبات المعنونة بـ "حلقات ودراسات (بالإنجليزية: Episodes and Studies)‏" بين عامي 1948 و 1954. كان تاريخ نيوزيلندا الرسمي في الحرب العالمية الثانية 1939-45 أكبر مشروع نشر تمته في نيوزيلندا.

## الخلفية
لقد كان هناك شعور منذ فترة طويلة في نيوزيلندا بأن التاريخ "الشعبي" المكون من أربعة مجلدات لـ قوة مشاة نيوزيلندا، و"التاريخ الرسمي لجهود نيوزيلندا في الحرب العظمى" والذي كان قد نشر بعد سنوات قليلة من انتهاء الحرب العالمية الأولى، حيث لم يتطابق مع المعيار الذي حدده التاريخ الرسمي لأستراليا في حرب 1914-1918، والذي حرره تشارلز بين. وفي عام 1940 وبهدف إنتاج تاريخ رسمي لمساهمات نيوزيلندا في الحرب العالمية الثانية، عين أمين أرشيف في المقر الرئيسي لـ القوة الاستكشافية النيوزيلندية الثانية  لضمان الحفاظ على الوثائق والسجلات المهمة.  وانضم إليه إريك ماكورميك، وهو مؤلف أدبي وناشر  ومؤرخ الفن في عام 1941. وبعد أن أصبح على علم بالتقدم المحرز في التاريخ الرسمي الأسترالي، دفع ماكورميك نحو التقدم على الجهود التي تبذلها نيوزيلندا في هذا الصدد. وبحلول عام 1944 قررت الحكومة النيوزيلندية تعيين مؤرخ رسمي ليكون رئيس تحرير  التاريخ الرسمي والذي سيغطي المساهمة العسكرية في المجهود الحربي وجهود الشعب النيوزيلندي.{ {sfn|ماكجيبون|2000|ص=400–401}}
استدعي ماكورميك إلى نيوزيلندا من مقر 2NZEF وتم تعيينه أمينًا رسميًا لأرشيف الحرب. حيث شرع في جمع وفهرسة الوثائق اللازمة للتاريخ الرسمي. لإنتاج التاريخ الرسمي، وكانت هناك حاجة إلى منظمة مناسبة  وبالتالي فرع تاريخ الحرب (الذي أصبح فيما بعد فرع المنشورات التاريخية) في وزارة الشؤون الداخلية التي تأسست في عام 1945. وسيدير ماكورميك فرع تاريخ الحرب حتى يتم تعيين رئيس التحرير.  لقيادة تاريخ الحرب تم الاتصال بالفرع، اللواء هوارد كيبينبرجر في أبريل 1945. وهو قائد سابق لـ الفرقة النيوزيلندية الثانية، وقد عرف عليه في العام السابق من قبل رئيس وزراء نيوزيلندا بيتر فريزر، وباعتباره المرشح المثالي لهذا المنصب. كان كيبنبرغر وهو طالب متحمس للتاريخ العسكري، يعمل في إنجلترا على إعادة أسرى الحرب السابقين إلى نيوزيلندا عندما عُرض المنصب لأول مرة. وعلى الرغم من قبوله للعرض، إلا أنه لم يعد إلى نيوزيلندا لبدء العمل في منصبه الجديد حتى منتصف عام 1946. 

## تحضير السلسلة
كان مبدأ التواريخ الرسمية هو سرد قصة نيوزيلندا في الحرب، والتي تضمنت نهجًا متعدد الأوجه حيث يغطي القوات المسلحة، والمعارك التي خاضوا فيها بالإضافة إلى المدنيين الذين يساهمون في الجبهة الداخلية.  وكانت خطة التواريخ الرسمية، بناءً على اقتراح من ماكورميك، والتي تشمل ثلاث سلاسل رئيسية، بالإضافة إلى ثلاثة مجلدات من الوثائق. وكانت السلسلة عن شعب نيوزيلندا في الحرب، والتي غطت السياسة والدبلوماسية والاقتصاد والجبهة الداخلية والعمليات الطبية والبحرية والقوات الجوية. والثاني كان عبارة عن سلسلة من التواريخ لوحدات 2NZEF التي قاتلت في المسارح الأفريقية والإيطالية (الوحدات التي قاتلت في المحيط الهادئ كانت بالفعل موضوعًا لتواريخ الوحدات غير الرسمية، بتكليف من الضابط القائد للفرقة النيوزيلندية الثالثة هارولد باروكلاو). والثالث عبارة عن سلسلة من تواريخ الحملات، تغطي الحملات الرئيسية لـ 2NZEF. كما خطط لسلسلة من الكتيبات بعنوان "حلقات ودراسات" تستهدف عامة القراء. 
باستخدام الوثائق المؤرشفة حتى الآن والمواد المطلوبة من الجمهور، قام المؤرخون المحترفون في فرع تاريخ الحرب بإعداد روايات مختصرة. حيث كان هناك أيضًا تعاون مع مؤرخي الحرب من البلدان الأخرى الذين يعملون على تاريخهم الرسمي.  ثم تعاقد مع المؤلفين لإنتاج كل مجلد بناءً على الروايات التي أعدها فرع تاريخ الحرب. ولقد خدم العديد من المؤلفين مؤخرًا مع 2NZEF وكان من بينهم ضابط سابق في كيبينبرجر السيد "إدوارد بوتيك"، بالإضافة إلى "وليام جورج ستيفنز" وهو المسؤول الإداري في 2NZEF. وكان المؤلفون المحتملون الآخرون صحفيين، مثل[ستيفن بيتر لويلين أو أكاديميين. حيث بدأ كيبينبرجر بشكل غير رسمي عملية توظيف الكتاب أثناء إقامته في إنجلترا، فاختار دان دافين وجيفري كوكس كمؤلفين محتملين. حبث أنتج دافين مجلد الحملة عن معركة كريت وبدأ كوكس العمل على حساب الحملة الليبية لكنه اضطر إلى تركه لاحقًا لمواصلة مسيرته المهنية.  وكان الموظفون يتقاضون رواتب منخفضة، حيث قضى العديد منهم عدة سنوات دون زيادة في الراتب.
وضع كيبنبرغر معيارًا عاليًا للتاريخ الرسمي. بالإضافة إلى التنصل من أي رقابة، فقد قرأ بجد كل مسودة لكل مجلد أنتج تحت رئاسته، وقدم تعليقات واسعة النطاق للمؤلفين. وعلى الرغم من تأكيده على ضرورة الموضوعية، إلا أنه ناضل مع آرائه الخاصة بشأن المعارك التي شارك فيها. وأثبت المجلد الخاص بمعركة كريت أنه من الصعب إنتاجه بشكل خاص، وعانى من التحليل النقدي لقيادة بعض أصدقائه أثناء المعركة.   ليزلي أندرو، وهو القائد السابق لـ الكتيبة 22، حيث كان أحد الأشخاص الذين شعروا بالإهانة بسبب طريقة تعاملهم مع الوحدة أثناء القتال في جزيرة كريت.  وكان التاريخ الرسمي مهددًا في بعض الأحيان بالتدخل السياسي، خاصة بعد تغيير الحكومة في عام 1949. وكان كيبنبرغر شخص ذو مكانة عالية لدى الحكومة والمواطن النيوزيلندي العادي، ومدافعًا قويًا عن المشروع حيث أقنع الحكومة الجديدة بمزايا التواريخ الرسمية.  كما ظهرت مشاكل أخرى عندما لم يتمكن المؤلفون من إكمال المجلدات المتعاقد عليها بسبب التزامات أخرى أو سوء الحالة الصحية أو حالة واحدة وهي موت. وكان من الضروري في كثير من الأحيان أن يتدخل موظفو فرع تاريخ الحرب ويكملون العمل المتميز.
وعندما توفي كيبينبرجر في عام 1957، تولى مونتي فيربروذر منصبه كرئيس تحرير، والذي كان محررًا مشاركًا في فرع تاريخ الحرب. حيث انخفض فرع تاريخ الحرب إلى سبعة من ذروته التي كانت بالغة الخمسين في عام 1946. وسرعان ما تمت إعادة تسمية الفرع إلى فرع المنشورات التاريخية.  وتلاشى الاهتمام العام والحكومي بالمشروع بعد وفاة كيبينبرجر . على الرغم من أن معظم المجلدات قد نُشرت بحلول عام 1960، إلا أنه لم يتم نشر المجلدين الأخيرين كما كان مخططًا له في الأصل بالإضافة مع 48 مجلدًا و24 كتيبًا، حيث كان التاريخ الرسمي لنيوزيلندا في الحرب العالمية الثانية 1939–45 أكبر مشروع نشر على الإطلاق في نيوزيلندا. 

## المجلدات

### تاريخ الوحدة 2 إن زد إي إف
- الكتيبة الثامنة عشرة والفوج المدرع - دبليو دي داوسون (1961)
- الكتيبة 19 والفوج المدرع - دي دبليو سنكلير (1954)
- 20 كتيبة وفوج مدرع - WA الغراء؛ دي جي سي برينجل (1957)
- الكتيبة 21 - جي إف كودي (1953)
- الكتيبة 22 - ج. هندرسون (1958)
- الكتيبة 23 - أ. روس (1959)
- الكتيبة 24 - آر إم بوردون (1954)
- الكتيبة 25 - إي بوتيك (1960)
- الكتيبة 26 - إف دي نورتون (1952)
- الكتيبة 27 (رشاش) - آر إل كاي (1958)
- الكتيبة 28 (الماوري) - جي إف كودي (1956)
- شركات النقل الميكانيكية الاحتياطية الرابعة والسادسة - ج. هندرسون (1954)
- رحلة نحو عيد الميلاد: تاريخ شركة الذخيرة الأولى، قوة الحملة النيوزيلندية الثانية، 1939-45 - إس بي لويلين (1949)
- شركة التموين - بي دبليو بيتس (1955)
- شركة البنزين - أ.كيدسون (1961)
- مدفعية الفرقة النيوزيلندية الثانية - وي مورفي (1966)
- فرقة الفرسان - آر جي إم لوغنان (1963)
- إشارات التقسيم – سي إيه بورمان (1954)
- المهندسون النيوزيلنديون، الشرق الأوسط - جي إف كودي (1961)
- الوحدات الطبية لـ 2 NZEF في الشرق الأوسط وإيطاليا – جي بي ماكيني (1952)

في عام 1946، بدأت بعض الوحدات بإعداد تواريخ غير رسمية. عندما أصبح كيبنبرجر رئيس التحرير، التقى بجميع الضباط السابقين لكل وحدة لضمان تنسيق تواريخ الوحدات. كل عضو خدم في الوحدة، أو الأقرباء الأحياء لأحد الأعضاء الذين توفوا أثناء الخدمة مع الوحدة، حصلوا على نسخة من تاريخ الوحدة الرسمي.

### تاريخ الحملة
- إلى اليونان - دبليو جي ماكليمونت (1959)
- كريت - دي إم دافين (1953)
- إغاثة طبرق - وي ميرفي (1961)
- معركة من أجل مصر - جي إل سكولار (1955)
- علم حلفا والعلمين - ر. ووكر (1967)
- بارديا إلى إنفيدافيل - دبليو جي ستيفنز (1962)
- إيطاليا المجلد الأول: سانجرو إلى كاسينو – ن. فيليبس (1957)
- إيطاليا المجلد الثاني: من كاسينو إلى تريست – آر إل كاي (1967)
- المحيط الهادئ - أو. جيليسبي (1952)

### شعب نيوزيلندا في الحرب
- الشؤون السياسية والخارجية - إف إل دبليو وود (1958)
- اقتصاد الحرب – جي في تي بيكر (1965)
- الجبهة الداخلية: المجلد الأول – نانسي مارغريت تايلور (1986)
- الجبهة الداخلية: المجلد الثاني – نانسي مارغريت تايلور (1986)
- القساوسة - سيدني د. ووترز؛ جون روس؛ القس مايكل إل أندرهيل؛ إن إي وينهال (1950)
- أسرى الحرب - دبليو وين ماسون (1954)
- جراحة الحرب والطب - ت. دنكان م. ستاوت (1954)
- الخدمات الطبية النيوزيلندية في الشرق الأوسط وإيطاليا - ت. دنكان م. ستاوت (1956)
- الخدمات الطبية في نيوزيلندا ومنطقة المحيط الهادئ - ت. دنكان إم. ستاوت (1958)
- خدمات طب الأسنان النيوزيلندية - تي في أنسون (1960)
- النيوزيلنديون مع سلاح الجو الملكي: المجلد الأول - إتش إل طومسون (1953)
- النيوزيلنديون مع سلاح الجو الملكي: المجلد الثاني – إتش إل طومسون (1956)
- النيوزيلنديون مع سلاح الجو الملكي: المجلد الثالث - إتش إل طومسون (1959)
- القوات الجوية الملكية النيوزيلندية - جون روس (1955)
- البحرية الملكية النيوزيلندية - إس دي ووترز (1956)
- مشاكل 2 NZEF - دبليو جي ستيفنز (1958)

### وثائق
- الوثائق المتعلقة بمشاركة نيوزيلندا في الحرب العالمية الثانية 1939-1945: المجلد الأول (1949)
- الوثائق المتعلقة بمشاركة نيوزيلندا في الحرب العالمية الثانية 1939-1945: المجلد الثاني (1951)
- الوثائق المتعلقة بمشاركة نيوزيلندا في الحرب العالمية الثانية 1939-1945: المجلد الثالث (1963)

### حلقات ودراسات
- البنادق ضد الدبابات : القوات L، البطارية 33، الفوج النيوزيلندي السابع المضاد للدبابات في ليبيا، 23 نوفمبر 1941 - إي إتش سميث (1948)
- أخيل عند نهر بليت - إس دي ووترز (1948)
- النساء في الحرب - قاعة داو (1948)
- الهجوم على رابول : العمليات التي قامت بها القوات الجوية الملكية النيوزيلندية ديسمبر 1943 - مايو 1944 - جي إم إس روس (1949)
- مجموعة الصحراء بعيدة المدى في ليبيا، 1940–41 – بقلم آر إل كاي (1949)
- سجناء اليابان - قاعة داو (1949)
- القوات - إس بي لويلين (1949)
- سجناء ألمانيا - قاعة داو (1949)
- سجناء إيطاليا - قاعة داو (1949)
- المغيرون الألمان في المحيط الهادئ – مياه إس دي (1949)
- جرح في المعركة – جي بي ماكيني (1950)
- مجموعة صحراوية طويلة المدى في البحر الأبيض المتوسط - آر إل كاي (1950)
- طائرة ضد الغواصة - إتش إل طومسون (1950)
- العمليات المبكرة مع قيادة القاذفات - بي جي كلير (1951)
- النيوزيلنديون في معركة بريطانيا - شمال غرب فيركلوث (1951)
- ليندر – إس دي ووترز (1951)
- طيارو مالطا - جيه إيه ويلان (1951)
- تكرونا - آي مكل. أجنحة (1951)
- مراقبو السواحل - قاعة داو (1951)
- القوات الجوية الملكية النيوزيلندية في جنوب شرق آسيا 1941-1942 - عميد الموارد البشرية (1952)
- "الجانب الآخر من التل" - آي مكل. أجنحة؛ نحن ميرفي؛ ر. ووكر؛ آر إل كاي؛ أي جي بوثيرو (1952)
- الخدمة الخاصة في اليونان – إم بي ماكجلين (1953)
- النقطة 175: معركة أحد الموتى - وي ميرفي (1954)
- الهروب - قاعة داو (1954)

الحلقات والدراسات كانت سلسلة من كتيبات مكونة من 36 صفحة تركز على جوانب معينة من جهود نيوزيلندا في الحرب. كانت الكتيبات مخصصة للجمهور العام وكانت غالباً ما يتم توزيعها على المدارس الثانوية.

## استقبال
تمت استقبال السلسلة بشكل جيد من قبل الجمهور وكان كل مجلد يباع عادة بالكامل. حيث بلغت طبعة كتاب "كريت" لدان دافين 4000 نسخة عند نشرها في عام 1953 وتم بيعها بسرعة. تلقت بعض المجلدات إشادة نقدية؛ حيث أُشيد بأسلوب السرد في كتاب "رحلة نحو عيد الميلاد"، وهو واحد من أوائل المجلدات التي نُشرت. تم توقيع عقد مع الصحفي بيتر لويلين لكتابة مجلد آخر ولكن بسبب تقدمه البطيء تم إلغاء عقده؛ كما اعتبرت بعض المجلدات بأنها ثقيلة ومبتذلة. منذ عام 1993، تم إعادة طبع بعض المجلدات بالتعاون مع وزارة الشؤون الداخلية [الإنجليزية].

## الملاحظات
1. 1 2 3 4  McGibbon 2000، صفحات 400–401.
2. ↑  McEldowney 2000، صفحة 308.
3. 1 2  McGibbon 2000، صفحة 588.
4. 1 2  McLean 2008، صفحات 292–293.
5. ↑  McLean 2008، صفحة 299.
6. ↑  McLean 2008، صفحة 300.
7. ↑  McLean 2008، صفحات 301, 307– 308.
8. ↑  McLean 2008، صفحة 312.
9. ↑  McLean 2008، صفحات 301–303.
10. ↑  McLean 2008، صفحات 307–308.
11. 1 2  McLean 2008، صفحة 306.
12. ↑  McLean 2008، صفحة 313.
13. 1 2  McLean 2008، صفحة 298.
14. ↑  McLean 2008، صفحات 313–314.
15. ↑  McGibbon 2000، صفحات 280, 400–401.
16. ↑  "Official History: The Pacific". Willson Scott Publishing. مؤرشف من الأصل في 2012-08-22. اطلع عليه بتاريخ 2013-01-01.
17. ↑  "Official History: Royal New Zealand Air Force". Willson Scott. مؤرشف من الأصل في 2012-08-22. اطلع عليه بتاريخ 2013-01-01.